# Anthophora patruelis
Anthophora patruelis är en biart som beskrevs av Cockerell 1931. Anthophora patruelis ingår i släktet pälsbin, och familjen långtungebin. Inga underarter finns listade i Catalogue of Life.